# Pas de roses pour OSS 117
 (août 2021).
Si vous disposez d'ouvrages ou d'articles de référence ou si vous connaissez des sites web de qualité traitant du thème abordé ici, merci de compléter l'article en donnant les références utiles à sa vérifiabilité et en les liant à la section « Notes et références ».
Série
Atout cœur à Tokyo pour OSS 117
(1966)
Pour plus de détails, voir Fiche technique et Distribution.
Pas de roses pour OSS 117 (Niente rose per OSS 117) est un film d'espionnage italo-français sorti en 1968. Cinquième épisode de la série des OSS 117, il est réalisé par Jean-Pierre Desagnat sous la supervision d'André Hunebelle et avec l'assistance de Renzo Cerrato.

## Synopsis
À Rome, OSS 117 se fait passer pour le gangster William Chandler de manière à infiltrer une organisation criminelle dirigée par « le Major ». Il est envoyé au Moyen-Orient pour assassiner un délégué de l'ONU, mais il arrivera à le sauver et à mettre fin à l'organisation du Major.

## Fiche technique
- Titre français : Pas de roses pour OSS 117
- Titre italien : Niente rose per OSS 117
- Réalisation : Jean-Pierre Desagnat, sous la supervision d'André Hunebelle
- Réalisation de seconde équipe : Renzo Cerrato
- Scénario : Jean-Pierre Desagnat, Michel Lévine, Renzo Cerrato et Pierre Foucaud, d'après le roman Pas de roses à Ispahan de Josette Bruce
- Photographie : Tonino Delli Colli
- Musique : Piero Piccioni
- Montage : Jolanda Benvenuti
- Production : André Hunebelle, Paul Cadéac
- Studios : N/A
- Sociétés de production : 
  -  Gaumont, Production Artistique et Cinématographique,
  -  Da. Ma. Produzione
- Société de distribution : Valoria Films, Gaumont
- Pays de production :  France,  Italie
- Langue originale : italien, français
- Format : couleur (Eastmancolor) — 35 mm — son Mono
- Genre : Film d'espionnage
- Durée : 104 minutes
- Dates de sortie : 
  - France : 28 juillet 1968
  - Italie : 20 août 1968

## Distribution
- John Gavin : Hubert Bonisseur de La Bath, alias OSS 117, alias William Chandler
- Margaret Lee : Aïcha Melik, la fille de Melik
- Curd Jürgens : le Major, le chef des gangsters
- Luciana Paluzzi : Maud, le docteur
- Robert Hossein : Dr J. Ben Saadi
- Rosalba Neri : Conchita Esteban
- George Eastman : Karas
- Guido Alberti : Faruk Melik — bras droit du Major
- Piero Lulli : Heindrich Van Dyck — un représentant de l'ONU
- Renato Baldini : MacLeod — un diplomate de la CIA

Non crédités
- Vittorio André : un invité à la réception
- Raf Baldassarre : (?)
- Ugo Ballester : un invité à la réception
- Elio Bonadonna : Yusuf, un homme de main de Saadi
- Luciano Bonanni : lieutenant escortant l'OSS 117
- Armando Bottin : un policier
- Empedocle Buzzanca : un invité à la réception
- Omero Capanna : policier dans une ambulance faisant semblant d'être une victime
- Aristide Catoni : un invité à la réception
- Carlo Cerruti : un invité à la réception
- ? Xavier Depraz ? : présentateur de télévision
- Veriano Ginesi : un homme de main au concert
- Mario Ingrassia : serveur à la réception
- Franco Magno : un invité à la réception
- Ragni Malcolmsson : jolie fille
- Emilio Messina : l'assistante d'OSS 117
- Roberto Messina : l'assistante d'OSS 117
- Romano Milani : un homme de main au concert
- Fulvio Mingozzi : un policier escortant l'OSS 117
- Enzo Mondino : un invité à la réception
- Romano Moraschini : l'homme dans la maison du maire
- Romano Moschini : agent suivant OSS 117
- Vezio Natili : un homme de main au concert
- Giovanni Pallavicino : chauffeur de taxi
- Mario Pascucci : un invité à la réception
- Mario Pennisi : lieutenant escortant l'OSS 117
- Giuseppina Quinn : un invité à la réception
- Giuseppe Ravenna : un invité à la réception
- Amerigo Santarelli : un homme de main au concert
- Seyna Seyn : l'assistante de Major
- Robert Spafford : un chef de la CIA
- Dan Sturkie : agent de la CIA
- Llew Trotman : Arabe à la réception
- Clemente Ukmar : un policier
- Eric Vasberg : cascadeur pour Piero Lulli (scène de voiture)

## Autour du film
- Ce film est le cinquième et dernier opus de la série de OSS 117 au cinéma initiée par André Hunebelle. Après Kerwin Mathews et Frederick Stafford, c'est au tour de John Gavin de jouer le rôle d'Hubert Bonisseur de la Bath alias OSS 117. Le changement d'acteur est expliqué par le fait qu'OSS 117 a fait de la chirurgie esthétique pour prendre les traits du gangster William Chandler, ce qui lui permet d'infiltrer l'Organisation du Major et de la démanteler de l'intérieur.
- Pour la petite histoire, John Gavin faillit devenir James Bond pour Les diamants sont éternels, et avait même signé un contrat avec les producteurs. Mais, au dernier moment, Sean Connery accepta le rôle pour la 6ème fois, pour une somme très importante pour l'époque. Le producteur Albert R. Broccoli insista cependant pour que Gavin touche le salaire complet demandé dans son contrat.
- Robert Hossein, qui joue ici le Dr. Saadi, un méchant secondaire, avait déjà joué l'antagoniste principal dans Banco à Bangkok pour OSS 117 du même André Hunebelle, le rôle principal était alors tenu par Kerwin Matthews.
- Curd Jürgens qui joue ici le Major, l'antagoniste principal, jouera également un ennemi de James Bond neuf ans plus tard dans L'Espion qui m'aimait de Lewis Gilbert en 1977, il y campera l'implacable Karl Stromberg et fera face à Roger Moore.
- Luciana Paluzzi (Maud, la doctoresse) est transfuge d'Opération Tonnerre, où elle jouait une « bad James Bond girl », qui se faisait tuer lors d'une danse avec James Bond ; ce qui permettait à ce dernier de lâcher la réplique : « cette danse l'a tuée ».
- Le film a en partie été tourné en Tunisie (à Tunis et à Sidi Bou Saïd).
- La villa du major est la Villa Parisi, (Frascati à Rome)[3].